# 1977-es magyar birkózóbajnokság
Az 1977-es magyar birkózóbajnokság a hetvenedik magyar bajnokság volt. A kötöttfogású bajnokságot július 30. és 31. között rendezték meg Székesfehérváron, a Jáky József Szakközépiskolában, a szabadfogású bajnokságot pedig augusztus 13. és 14. között Miskolcon, a Városi Sportcsarnokban.

## Eredmények

### Férfi kötöttfogás
| Versenyszám | Arany                         | Arany | Ezüst                        | Ezüst | Bronz                         | Bronz |
| ----------- | ----------------------------- | ----- | ---------------------------- | ----- | ----------------------------- | ----- |
| 48 kg       | Seres Ferenc Honvéd Szondi SE |       | Sudár István EVIG SE         |       | Sudár Antal EVIG SE           |       |
| 52 kg       | Rácz Lajos Honvéd Szondi SE   |       | Tóth Gábor Bp. Honvéd        |       | Tiger Tibor Szolnoki MÁV      |       |
| 57 kg       | Doncsecz József Vasas SC      |       | Molnár Gyula Ganz-MÁVAG VSE  |       | Kiss József BVSC              |       |
| 62 kg       | Tóth István Ganz-MÁVAG VSE    |       | Lakatos András Eger SE       |       | Szőnyi János Bp. Spartacus    |       |
| 68 kg       | Gaál Károly BVSC              |       | Péter István Bp. Honvéd      |       | Németh István Diósgyőri VTK   |       |
| 74 kg       | Kocsis Ferenc Ganz-MÁVAG VSE  |       | Vámos Péter Honvéd Szondi SE |       | Csapó Antal BVSC              |       |
| 82 kg       | Hegedűs Miklós Vasas SC       |       | Nagy István Ganz-MÁVAG VSE   |       | Hornyák József BVSC           |       |
| 90 kg       | Séllyei István Vasas SC       |       | Juhász József Diósgyőri VTK  |       | Növényi Norbert Újpesti Dózsa |       |
| 100 kg      | Bodó Antal Bp. Honvéd         |       | Farkas József Vasas SC       |       | Nagy Péter Vasas SC           |       |
| +100 kg     | Nagy József Eger SE           |       | Rovnyai János MTK-VM         |       | Lajos Zsigmond Diósgyőri VTK  |       |

### Férfi szabadfogás
| Versenyszám | Arany                          | Arany | Ezüst                              | Ezüst | Bronz                           | Bronz |
| ----------- | ------------------------------ | ----- | ---------------------------------- | ----- | ------------------------------- | ----- |
| 48 kg       | Gyulai Mihály Ferencvárosi TC  |       | Seres Imre Honvéd Szondi SE        |       | Ferenczi Sándor Bajai SK        |       |
| 52 kg       | Gál Henrik Ferencvárosi TC     |       | Gazdag Ferenc Pécsi MSC            |       | Szabó Lajos Bp. Honvéd          |       |
| 57 kg       | Molnár József Bp. Honvéd       |       | Szalontai Imre Diósgyőri VTK       |       | Klinga László Ferencvárosi TC   |       |
| 62 kg       | Fodor Mihály Debreceni VSC     |       | Idei Gyula Csepel SC               |       | Németh Sándor Bp. Honvéd        |       |
| 68 kg       | Katz Lajos Csepel SC           |       | Jászkai Imre Diósgyőri VTK         |       | Budai Pál Diósgyőri VTK         |       |
| 74 kg       | Fehér István Ferencvárosi TC   |       | Kocsis János Bp. Honvéd            |       | Dóka József Csepel SC           |       |
| 82 kg       | Kovács István Csepel SC        |       | Petrezselyem Antal Ferencvárosi TC |       | Nagy Lajos Csepel SC            |       |
| 90 kg       | Molnár Géza Bp. Honvéd         |       | Szakkai Attila Bp. Spartacus       |       | Kaliszki Pál Csepel SC          |       |
| 100 kg      | Kispéter Tibor Ferencvárosi TC |       | Haller János Bajai SK              |       | Péter László Debreceni VSC      |       |
| +100 kg     | Balla József Ferencvárosi TC   |       | Szemerédi Péter Bp. Honvéd         |       | Kudelász István Csepel Autó VSE |       |